# 허스트 타워 (뉴욕)
허스트 타워(Hearst Tower)는 미국 뉴욕 맨해튼에 위치한 마천루이다. 1928년에 6층 건물로 완성되었으며, 2006년 상층부의 타워가 완공되었다. 콜럼버스 서클 근처에 있으며, 허스트 코퍼레이션의 본사가 입주해 있다.